# Цемзавод
Цемзаво́д — посёлок городского типа в Сенгилеевском районе Ульяновской области России. Входит в Сенгилеевское городское поселение.

## История
Посёлок Цемзавод возник в 1912 году, как поселение вокруг цементного завода. 
Но в результате Первой мировой войны, двух революций 1917 года и Гражданской войны, завод, а с ним и посёлок, пришёл в упадок. С завода стали демонтировать импортные станки и оборудование и только с середины 1920-х гг. его начали восстанавливать. 
В 1931 году рабочий посёлок Цементный завод входил в состав Сенгилеевского с/с Сенгилеевского района Средне-Волжского края. 
К 1954 году вокруг завода вырос большой поселок (свыше 6 тыс. человек). В поселке имеются радиоузел, амбулатория, клуб с киноустановкой, школа на 460 человек. Все дома электрифицированы. 
В 1956 году, в связи с созданием Куйбышевского водохранилища, поселок перенесен на новое место. 
В 1992 году всех рабочих отправили на неопределенное время в неоплачиваемый отпуск. Готовым цементом загружены все склады. Цемент не берут из-за высокой цены (две тысячи рублей за тонну без погрузки и транспорта). Закрыли ясли и склад. Зарплата за май-июнь не выдана.
В 2004 году ОГУП «Сенгилеевский цементный завод» было признано банкротом с долгом 100,2 млн руб., в ноябре 2006 года завершено конкурсное производство. Фактически имущество завода перешло в собственность холдинга ОАО «Мордовцемент», которому и сейчас принадлежит 100% ООО «Сенгилеевский цементный завод». В 2014 году «Евроцемент груп» приобрела контрольный пакет АО «Мордовцемент» и завершила на месте старого предприятия строительство нового завода с оборудованием немецкой компании KHD Humboldt Wedag International. Как отмечалось, «это новое высокотехнологичное производство цемента „сухим“ способом мощностью 2,365 млн тонн цемента в год». Торжественный пуск производства состоялся в июле 2015 года, однако до сих пор завод работает в режиме пусконаладочных работ. В 2019 году была попытка признать завод банкротом, но ситуация была урегулирована. В июле 2020 года разрешение на строительство было в очередной раз продлено, на этот раз до мая 2021 года.
Статус посёлка городского типа — с 1994 года.

## Население
- На 1930 год — 545 человек[4].
- На 1954 год — свыше 6 тыс. человек.
- На 2009 год — 1,2 тыс. жителей.

- В 2020 году — 976 человек.

## Достопримечательности
- Останец Гранное ухо — ООПТ УО [9].
- Памятник-обелиск воинам, погибшим в годы ВОВ (1965 г.)[10]

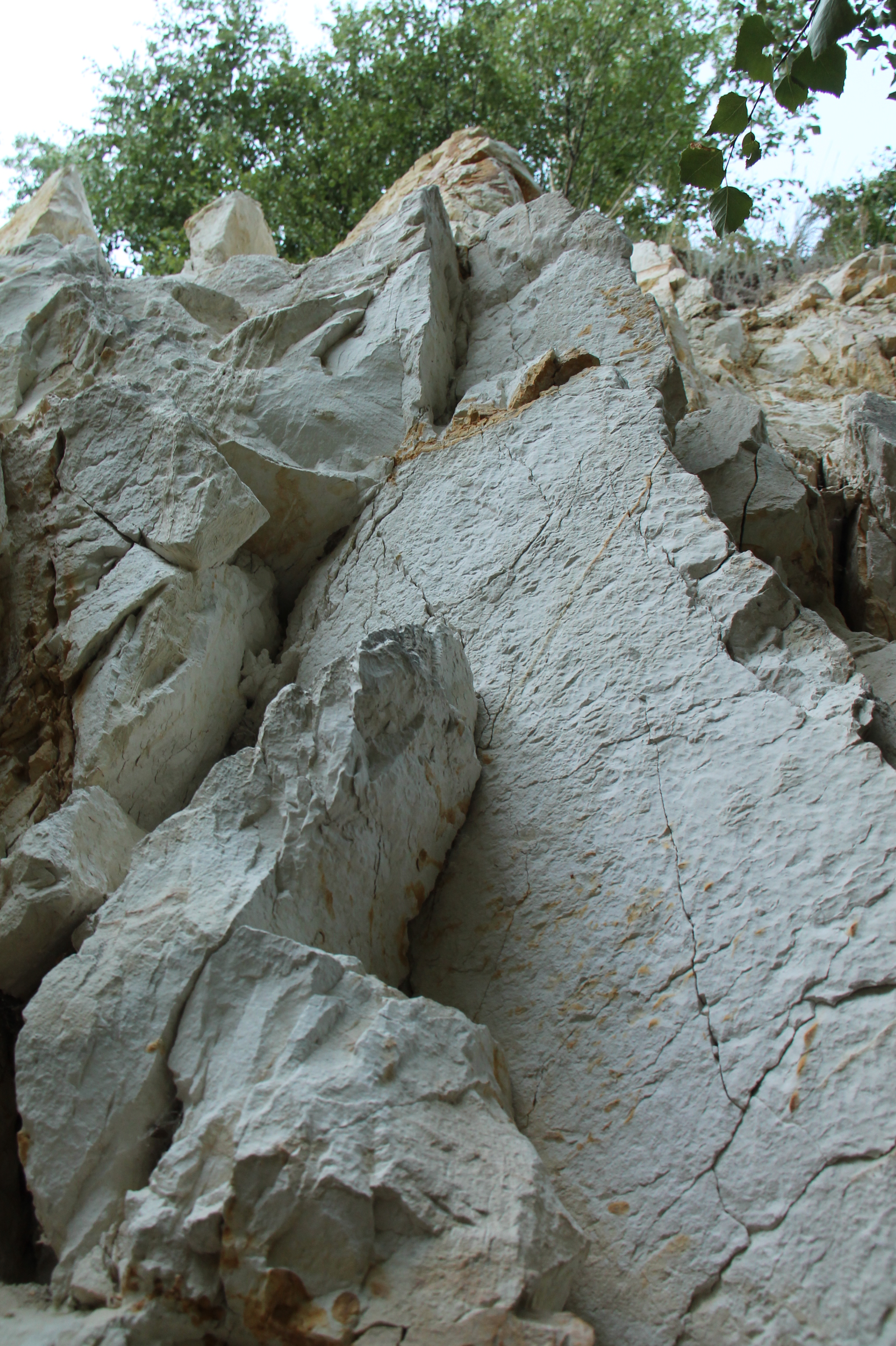
Останец Гранное ухо.
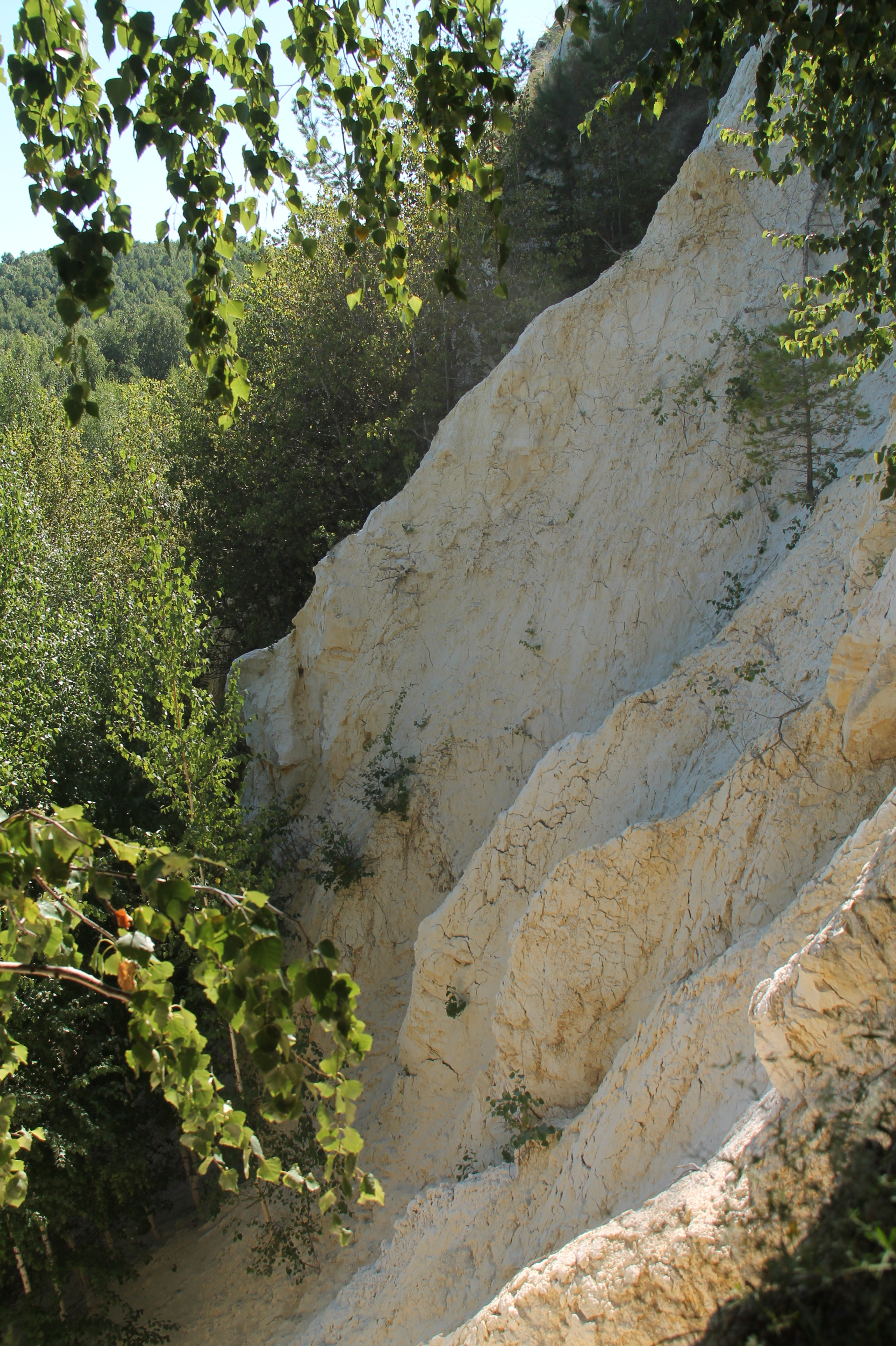
Останец Гранное ухо.
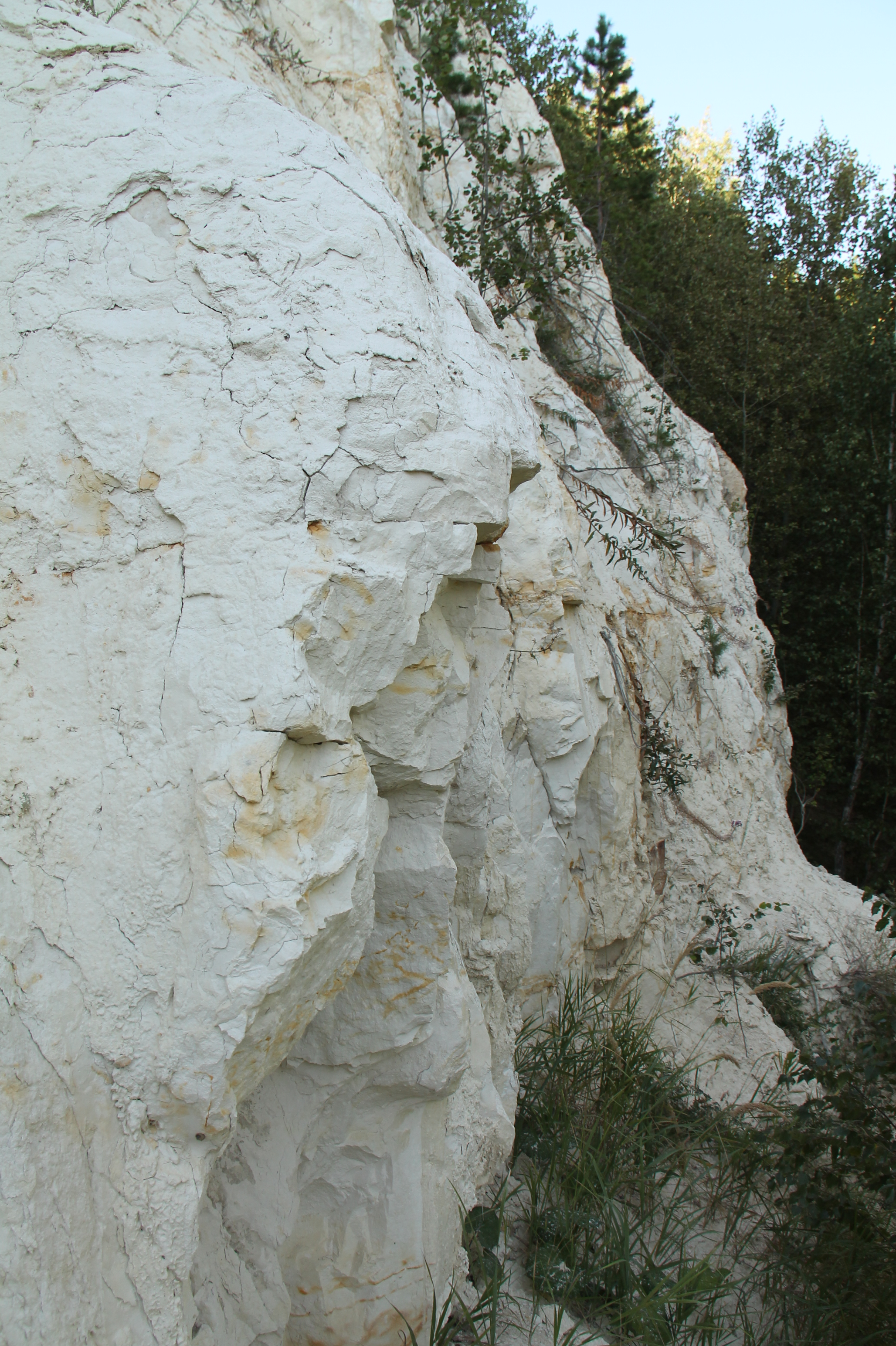
Останец Гранное ухо.

## Транспорт
Два раза в неделю ходит автобус № 439 из Ульяновска и ежедневно автобус № 205 из Сенгилея.
Действует пристань цементного завода.